# Arnold Frick
Arnold Frick (* 9. Juli 1966) ist ein ehemaliger liechtensteinischer Judoka.

## Karriere
Frick trat bei den Olympischen Sommerspielen 1988 in Seoul an, wo er den 33. Rang im Mittelgewicht belegte.